# Diemeringen
Diemeringen település Franciaországban, Bas-Rhin megyében. Lakosainak száma 1585 fő (2022. január 1.). Diemeringen Butten, Lorentzen, Mackwiller, Ratzwiller és Waldhambach községekkel határos.

## Népesség
A település népességének változása:
| Lakosok száma | 1648 | 1625 | 1647 | 1600 | 1601 | 1595 | 1598 | 1592 | 1585 |
|               | 2013 | 2015 | 2016 | 2017 | 2018 | 2019 | 2020 | 2021 | 2022 |